# 蓝盆花
蓝盆花（學名：Scabiosa comosa），也叫山萝卜，是忍冬科蓝盆花属下的一个种，分布于甘肃东部、河北、河南西部、黑龙江、吉林、辽宁、内蒙古、宁夏南部、陕西北部、山西以及蒙古、西伯利亚南部、朝鲜半岛和日本。
蒙古国的国花为蓝盆花。

## 分类
旧版《中国植物志》中收录的华北蓝盆花（學名：Scabiosa tschiliensis）及其变种大花蓝盆花（學名：Scabiosa tschiliensis var. superba）在新版中被并入此种。新版英文版中此种的中文名由窄叶蓝盆花改为蓝盆花。

## 扩展阅读
- 維基物種上的相關：蓝盆花